# Savannträdnäktergal
Savannträdnäktergal (Cercotrichas hartlaubi) är en fågel i familjen flugsnappare. Den förekommer lokalt i lövskogar och fuktig savann i Centralafrika. Beståndet anses vara livskraftigt.

## Utseende och läte
Savannträdnäktergalen har mörkbrun, tydligt tecknat ansikte och ett ostreckat grått bröst. Den liknar vitbrynad trädnäktergal, men har olikt denna två prydligt vita vingband, mörkare brunt på rygg och hjässa samt ett bredare och tydligare svart band tvärs över stjärten. Sången består av en varierad och melodisk serie med visslingar.

## Utbredning och systematik
Fågeln återfinns lokalt i Centralafrika, i östra Kamerun samt från nordvästra Angola till västra Kenya och nordvästra Tanzania. Den behandlas som monotypisk, det vill säga att den inte delas in i några underarter.

### Familjetillhörighet
Trädnäktergal med släktingar ansågs fram tills nyligen liksom bland andra stenskvättor, stentrastar och buskskvättor vara små trastar. DNA-studier visar dock att de är marklevande flugsnappare (Muscicapidae) och förs därför numera till den familjen.

## Levnadssätt
Savannträdnäktergalen hittas i öppna lövskogar, fuktig savann och lummig odlingsbygd. Den är en skygg fågel som ofta håller sig gömd i tät undervegetation utom när den sjunger.

## Status
Arten har ett stort utbredningsområde och beståndet anses stabilt. Internationella naturvårdsunionen IUCN listar den därför som livskraftig (LC).

## Taxonomi och namn
Savannträdnäktergalen beskrevs som art 1891 av Anton Reichenow, under protonymet Erythropygia hartlaubi. Fågelns vetenskapliga artnamn hedrar den tyske ornitologen Gustav Hartlaub (1814-1900).